# Hjalmar Nilson
Hjalmar Ragnvald Nilson (i riksdagen kallad Nilson i Spånstad), född 24 maj 1901 i Enslövs socken, död 15 september 1979 i Enslöv, svensk politiker i Bondeförbundet och statsråd. Nilson verkade som lantbrukare i Spånstad i Halland och engagerade sig tidigt i bonderörelsen. Han representerade åren 1941-52 Bondeförbundet i riksdagen och var partiets 2:e vice ordförande 1949-57. 
Nilson tillhörde tillskyndarna för bildandet av koalitionen mellan bondeförbundet och socialdemokraterna 1951 och kom att bli konsultativt statsråd i den nya regeringen med ansvar för vägar, vatten, avlopp, fiskerinäringen och lantmäteriet och kallades allmänt för ”vägminister”. Hans utnämning till statsråd var inte helt okontroversiellt. Erlander tvekade till en början,men för att undvika att partiets förste vice ordförande Erik von Heland bereddes möjlighet att ingå i regeringen accepterades Nilson snart av socialdemokraterna. 
Nilson förlorade sitt mandat i riksdagen efter valet 1952 och efter den kraftiga tillbakagången för bondeförbundet i 1956 års val avgick Nilson i februari 1957, samtidigt som Sam B. Norup, eftersom det ansågs lämpligt att statsråden från Bondeförbundet även tillhörde riksdagen för att underlätta samarbetet med partigruppen. Nilson erbjöds istället posten som VD för Penninglotteriet, en post han innehade till sin pensionering 1966. Hjalmar Nilson ligger begravd på Enslöv kyrkogård norr om Halmstad.

## Utmärkelser
- Kommendör med stora korset av Nordstjärneorden, 23 november 1955.[9]